# Sycoscapter montis
Sycoscapter montis är en stekelart som beskrevs av Wiebes 1971. Sycoscapter montis ingår i släktet Sycoscapter och familjen fikonsteklar.
Artens utbredningsområde är:
- Guinea.
- Sierra Leone.

Inga underarter finns listade i Catalogue of Life.